# 村山弁
村山弁（むらやまべん）は、山形県村山地方で話されている日本語の方言である。東北方言の南奥羽方言に属する。村山弁のうち、特に山形市周辺の方言を「山形弁」と呼ぶことがあるが「山形弁」は山形県の方言という意味で使われることもある。典型的な、いわゆる「ズーズー弁」である。

## 村山弁の例
- ～す → ～です
- なして → なんで、なぜ
- うるかす → ふやかす
- かます　→　かき混ぜる
- (1)「いち・かっこ」　→　標準語では一般的に「(1)」を「かっこ・いち」と言うが、それを引っくり返して「いち・かっこ」と言う。　　(2)や(3)も、それぞれ「に・かっこ」「さん・かっこ」と言う。
- しゃまがだ/じゃまがだ→山形
- しゃぎにぐ/じゃぎにぐ→焼肉